# Лебо М
Лебоханг Мораке (англ. Lebohang Morake) (род. 11 июля 1964 года), более известный как  Лебо М. (англ. Lebo M.) — южноафриканский продюсер и композитор, известный своей песней и вокальной работой над саундтреками к таким фильмам, как «Король Лев», «Сила личности» и «Эпидемия», а также многочисленными сценическими постановками.

## Биография
Лебохан Мораке родился 20 мая 1964 года в Соуэто, Йоханнесбург, Южная Африка. Не имея формального музыкального образования, он бросил школу в возрасте девяти лет, чтобы исполнять музыку в ночных клубах. Морак записал свой первый сингл «Celebration» в возрасте 13 лет, получив всего 20 долларов за запись записи. Тогда Мораке стал самым молодым исполнителем, спевшим в ночном клубе «Club Pelican», когда он заменил бэк-вокалиста, который не смог присутствовать.
В 1979 году Мораке отправился в Масеру, Лесото, услышав, что там откроется новый клуб В Масеру из-за системы апартеида он находился в изгнании. В 15 лет он работал певцом в отеле «Victoria» в Лесото, когда посол Лесото в США Тим Тахан заметил его и оценил его музыкальные способности. Тахан помог Мораке подать заявление в «Школу искусств Дюка Эллингтона», координируя с организацией «TransAfrica», чтобы отправить певца в США. Мораке сначала жил в «Нью-Йорке», выступая в ресторанах и барах, и был поддержан для посещения музыкальной школы. Мораке переехал в Лос-Анджелес в возрасте 18 лет, чтобы продолжить музыкальную карьеру.
В Лос-Анджелесе он работал на случайных работах, чтобы выжить во время учёбы в «Городском колледже Лос-Анджелеса». Иногда он выступал в ночном клубе «Memory Lane», принадлежащем Марии Гиббс. Лебо М" попросили помочь найти хор для премии «Оскар», чтобы они могли исполнить музыку из фильма «Клич свободы», который был номинирован на несколько премий «Оскар», в том числе на лучшую оригинальную песню. Он добился дальнейших успехов в своей музыкальной карьере, когда случайно столкнулся с подругой детства Солли Летвабой, которая была басистом Джонни Клегга. Летваба представила Лебо М. продюсеру Клегга Хилтону Розенталю, который нанял Мораке в качестве стажёра и гудожёра в своей продюсерской студии. Розенталь был музыкальным руководителем фильма «Сила личности», и через него Мораке познакомился с композитором фильма Хансом Циммером. После того, как его спросили о некоторых идеях для саундтрека к фильму, Мораке в конечном итоге стал соавтором и сопродюсером музыки для фильма. Мораке использовал свои знания африканских ритмов для создания саундтреков к другим фильмам, таким как «Конго» (1995), Эпидемия (1995) и «Рожденный быть диким» (1995). Он решил вернуться в Южную Африку в начале 1990-х годов, после окончания апартеида.
Мораке написал и спел вступительное пение на языке зулу в мультфильме «Король Лев», за которое его искал Циммер for which he was sought by Zimmer.. Он также внес свой вклад в альбом «Rhythm of the Pride Lands» и в мультфильм «Король Лев 2: Гордость Симбы».
Дуэт написал так много музыки, что компания «Disney» одобрил альбом «Rhythm of the Pride Lands», содержащий дополнительные песни. Оригинальный саундтрек, принес двум композиторам премию Грэмми, а Циммер получил премию «Оскар» за лучшую оригинальную музыку. Мораке также помог в производстве мюзикла «Король Лев», создавая новую музыку и добавляя песни из «Rhythm of the Pride Lands». Мюзикл был номинирован на лучшую оригинальную музыку на 52-й церемонии вручения премии «Тони» в 1998 году
Лебо М. основал Lebo M Foundation и Till Dawn Entertainment.
23 июля 2019 года Мораке исполнил «Circle of Life» и «He Lives in You» на церемонии открытия 24-го Всемирного скаутского Джамбори.

## Личная жизнь
Мораке был женат на Вивеке Гипсон в течение 5 лет. Он развелся с ней и женился на Нанди Ндлову, и они были вместе 11 лет. Затем он развелся с Ндлову и женился на Анджеле Нгани-Касаре в течение пяти лет, с 2008 по 2013 год. Мораке обручился с Зои Мтияне, но их отношения закончились в 2016 году. Он повторно женился на своей третьей жене Анджеле, но они снова развелись в 2017 году. Сейчас он живёт со своей семьей в Йоханнесбурге и Лос-Анджелесе.

## Фильмография
- Король Лев (саундтрек)
- Король Лев 2: Гордость Симбы
- Король Лев 3: Хакуна матата
- Король Лев (мюзикл)
- Сила личности
- Динозавр
- Disney’s Animal Kingdom: The First Adventure
- Слёзы солнца
- Back on the Block
- Атлантида: Затерянный мир
- Эпидемия
- Конго
- Рождённый быть диким
- Long Night’s Journey into Day
- Король Лев (2019)
- Королева-воин
- Муфаса: Король Лев

## Дискография
- How Wonderful We Are (1995)
- Rhythm of the Pride Lands (1995)
- Lebo M: Deeper Meaning (1997)
- Return to Pride Rock (1998)
- Lebo M Presents: Open Summahhh Open Happiness (2009)